# 극장판 뚝딱뚝딱 밥아저씨: 메가 머신의 역습
《극장판 뚝딱뚝딱 밥아저씨: 메가 머신의 역습》(영어: Bob the Builder: Mega Machines)은 2017년 공개된 영국의 애니메이션 영화이다.

## 줄거리
밥아저씨와 친구들, 위험에 빠진 스프링 시티를 구해줘!
스프링 시티에 생긴 각종 문제를 언제나 척척 해결하는 건축가 밥아저씨와 그의 팀. 그들이 맡게 된 새로운 프로젝트는 바로 스프링 시티에 깨끗한 물을 공급하기 위해 저수지에 튼튼한 댐을 건설하는 일! 거대한 댐을 건설하기에는 노랑이와 우람이 그리고 길쭉이로는 부족하다고 느낀 밥아저씨는 결국 초대형 중장비 메가 머신을 가진 이웃 건축가 콘래드에게 도움을 요청한다. 그러나 사실 콘래드는 스프링 시티의 영웅으로 불리는 밥아저씨를 질투해 메가 머신 중 슈퍼 불도저 에이스를 협박해 댐을 파괴하려는 음모를 꾸미고 있었는데…….
과연 밥 아저씨는 물에 잠길 위험에 빠진 스프링 시티를 무사히 구해낼 수 있을까?